# 仁川交通公社
仁川交通公社（インチョンこうつうこうしゃ）は、地方公企業法と仁川広域市仁川交通公社条例に基づいて設立された地方公営企業であり、大韓民国仁川広域市の地下鉄（仁川都市鉄道）、仁川市バス情報管理システムを運営しており、仁川都市鉄道1号線・2号線、障がい者コールタクシー、仁川市内循環バスなどを運営している。
地下鉄の路線はソウル特別市の地下鉄網（首都圏電鉄）と連携しており、Tマネーカードを使って通し料金で乗り換えることができる。

## 主な業務
- 仁川総合バスターミナル（朝鮮語版）の運営
- 仁川市バス情報管理システムの運用
- 仁川交通研修院の運営
- 障がい者コールタクシーの運行
- 仁川都市鉄道1号線・2号線の運営
- 議政府軽電鉄の運営
- 仁川空港磁気浮上鉄道の運営
- 青羅-禾谷幹線急行バスの運営

## 歴史

### (旧)仁川交通公社
- 1991年12月16日 - 地方公社 仁川ターミナルの設立条例制定[1]。
- 1992年4月26日 - 仁川ターミナル定款の承認及び公社の設立認可
- 1992年12月30日 - 地方公社 仁川ターミナル設立。
- 1997年11月20日 - 仁川ターミナル開場。
- 2005年8月26日 - 仁川交通公社に社名を変更。

### 仁川メトロ
- 1998年2月20日 - 地下鉄公社設立認可。
- 1998年4月15日 - 仁川広域市地下鉄公社創立。
- 2009年10月6日 - 仁川メトロに社名変更[2]。

### 仁川交通公社
- 2011年12月28日 - 仁川メトロが (旧)仁川交通公社に吸収統合され、仁川交通公社に社名を変更[3]。

## 運営路線

### 都市鉄道
- ●仁川交通公社1号線
- ●仁川交通公社2号線
- 7号線
- ●議政府軽電鉄（委託運営）
- ●仁川空港磁気浮上鉄道

### モノレール
- 月尾海列車

### 幹線バス
- ● 7番 : 青羅車庫 - 新浦駅

### 循環バス
- ● 循環91番 : 松島公営車庫 - 松島スポーツセンター
- ● 循環92番 : 松島公営車庫 - エキスポビレッジ10団地

### GRT
- ● 701番 : 青羅国際都市 - 佳亭駅
- ● 702番 : 青羅国際都市 - 佳亭駅

### BRT
- ● 7700番 : 青羅国際都市 - 加陽駅

### 廃止と他社に移管された路線
- ● 720番 : 沿岸埠頭 - （旧)ターミナル - 仁川駅 - 月尾島（2008年11月1日 - 2014年11月1日）
- ● 循環31番 : 新世界 - 朱安駅 (2016年7月30日、海盛運輸へ移管)
- ● 循環43番 : 青鶴洞 - 農産物センター(2016年7月30日の大改編で幹線バスに切替の後、青龍交通へ移管)
- ● 循環51-1番 : 東幕駅 - 新延寿駅 - 蘇萊浦口駅 - 仁川論峴駅 - 東幕駅 (2018年9月15日廃線)
- ● 循環51-2番 : 東幕駅 - 仁川論峴駅 - 蘇萊浦口駅 - 新延寿駅 - 東幕駅(2016年7月30日廃線)
- ● 循環81番 : 1次風林アイウォン - 大仁高等学校(2016年7月30日廃線)
- ● 循環82番 : 三宝ハッピータイム - 橘峴現代アイパーク(2016年7月30日廃線)
- ● 桂陽1番：桂陽駅 - 梨花2洞(桂陽区施設管理公団へ移管)
- ● 桂陽2番：桂陽駅 - 纛室洞(桂陽区施設管理公団へ移管)

## 保有車両

### 都市鉄道
- 1000系電車
- 2000系電車

### 市内バス
- 大宇バスBS090
- 大宇バスFX II 116
- 現代自動車グローバル900
- 現代自動車グリーンシティ
- 現代自動車ニューカウンティー

## 路線計画
- 現在、桃源駅を起終点とする環状路線の3号線が計画されているが、具体化には至っていない。